# Сценический монитор

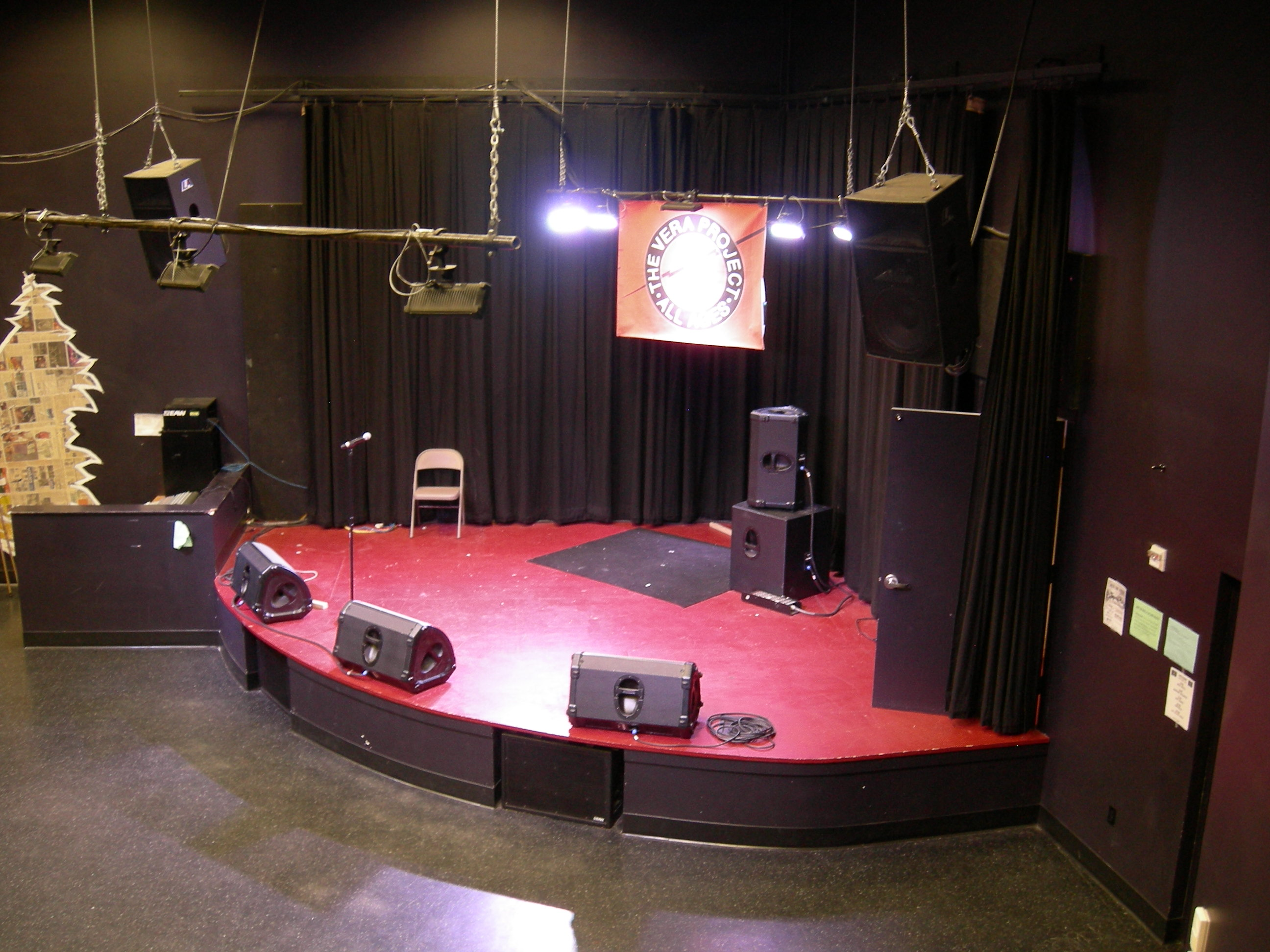

Сцени́ческий монито́р — аппаратура для воспроизведения звука, используемая, обычно, в концертной деятельности для создания на сцене или в других озвучиваемых помещениях дополнительного звукового поля, необходимого для ориентации исполнителей в музыкальном звучании.
Сценические мониторы входят в состав мониторной системы, которая предназначена для создания в некоторой части озвучиваемого помещения дополнительного звукового поля, характеристики которого не зависят от характеристик основного звукового поля. Данная система необходима для того, чтобы музыканты могли ориентироваться в звучании, независимо от баланса, выстраиваемого звукооператором в основной системе звуковоспроизведения.
Настройка баланса мониторной системы производится либо через отдельный мониторный канал основной системы звуковоспроизведения, либо через отдельную независимую систему звуковоспроизведения.

## Разновидности

### Напольные мониторы
Наклонные сценические мониторы применяется для передачи звука к исполнителю с минимальными искажениями и высоким уровнем давления. Наклонные мониторы имеют косоугольную форму корпуса, что позволяет располагать их под разными углами наклона.

### Боковые сценические мониторы
Они ставятся по углам сцены, в четырех местах, так чтобы их звук охватывал всю площадку. Главное различие прострелов от мониторов в том, что в мониторы идет звук из кабинетов, напрямую. А в прострелы идет звук с пульта и музыканты, могут слышать то, что происходит в зале. Весь свой саунд в миксе. При наличии хорошего звукорежиссёра и правильно отстроенных прострелов, надобность в мониторах отпадает. Вернее, они используются в тех местах сцены, куда не попадает звук от прострелов. Очень часто большие сцены имеют подиум, который выступает в толпу и находится довольно далеко от основного звука. Вот там и нужны мониторы, чтобы вокалист или гитарист, если он туда зайдёт, мог слышать своих коллег так же хорошо. Довольно часто мониторные линии выставляют вдоль рампы (метод Веремея С. А.) Это делается для тех же целей, чтобы было озвучено пространство площадки, куда не добивают прострелы.